# 러브풀
러브풀(본명: 이동훈, 1980년 9월 10일 ~ 2007년 6월 27일)은 대한민국의 인터넷 작가이다. 1999년 천리안에서 활동을 시작하여 군대 전역 후 웃긴대학에서 주로 활동하였으며 2007년 6월 27일 수요일 간암으로 사망하였다 향년 28세.

## 작품
- 마법사 그녀
- 그녀석 따라잡기
- 그녀는 나레이터걸
- 난 항상 악마를 만났다
- 그녀 이야기
- 본드걸은 죽었다
- 난남자다